# Шибер, Юлиан
Юлиа́н Ши́бер (нем. Julian Schieber; 13 февраля 1989, Бакнанг, Германия) — немецкий футболист, игравший на позиции нападающего.

## Карьера
6 декабря 2008 года дебютировал в Бундеслиге в гостевом матче 16-го тура против «Энерги» (3:0). Шибер вышел на замену на 80-й минуте вместо Чиприана Марики. 21 января 2009 года продлил контракт со «Штутгартом» до лета 2011 года, с опцией продления ещё на один год.
20 июля 2012 года Шибер перешёл в дортмундскую «Боруссию», подписав контракт на 4 года.
3 июля 2014 года Шибер подписал контракт с «Гертой» до 2018 года. Вскоре после подписания контракта он получил серьезную травму левого колена и выбыл из футбола до 2016 года. В феврале 2017 года Шибер снова получил травму колена и пропустил несколько месяцев. 22 мая 2018 года Юлиан Шибер стал игроком «Аугсбурга» — клуб заключил с ним контракт на три года.

## Достижения
«Боруссия (Дортмунд)»
- Обладатель Суперкубка Германии: 2013